# Remixed
Remixed es una compilación exclusiva para Japón de la artista estadounidense Alicia Keys. Se lanzó para coincidir con su aparición en el Festival Summersonic de 2008. Alcanzó su punto máximo en la lista de álbumes semanales de Oricon en el número 117 y pasó cinco semanas en él. El álbum incluye remixes de The Black Eyed Peas, Kanye West, Salaam Remi, Jony Rockstar, Seiji y Wideboys.

## Lista de canciones
| N.º   | Título                                               | Duración |  |
| 1.    | «If I Ain't Got You» (The Black Eyed Peas Mix)       | 3:14     |  |
| 2.    | «If I Ain't Got You» (Kanye West Mix)                | 3:46     |  |
| 3.    | «Karma» (Reggaeton Mix)                              | 3:32     |  |
| 4.    | «Like You'll Never See Me Again» (Jony Rockstar Mix) | 3:51     |  |
| 5.    | «Like You'll Never See Me Again» (Seiji Mix)         | 3:44     |  |
| 6.    | «No One» (Salaam Remi Mix)                           | 4:52     |  |
| 7.    | «No One» (Jony Rockstar Mix)                         | 3:50     |  |
| 8.    | «Teenage Love Affair» (Wideboys Miami Club Mix)      | 6:19     |  |
| 33:08 |                                                      |          |  |

## Posicionamiento en listas
| Listas (2008)  | Mejor posición |
| -------------- | -------------- |
| Japón (Oricon) | 177            |